# Hadipolo
Hadipolo is een bestuurslaag in het regentschap Kudus van de provincie Midden-Java, Indonesië. Hadipolo telt 11.386 inwoners (volkstelling 2010).